# Nealcidion triangulare
Nealcidion triangulare là một loài bọ cánh cứng trong họ Cerambycidae.